# Російська держава (1918—1920)
Росі́йська держа́ва — держава, проголошена Актом Уфимської Державної наради від 23 вересня 1918 року (Конституцією Уфимської Директорії) «про утворення всеросійської верховної влади» в ім'я «відновлення державної єдності та незалежності Росії», які постраждали в результаті революційних подій 1917 року, встановлення радянської влади і підписання радянським урядом Берестейського миру.

## Акт про створення всеросійської верховної влади
Присутні на нараді делегації від Комуча (Самара), Тимчасового Сибірського уряду (Омськ), Тимчасового обласного уряду Уралу (Єкатеринбург), військових урядів козачих військ (Астраханського, Єнісейського, Іркутського, Оренбурзького, Семиріченського, Сибірського, Уральського), урядів ряду національно-державних утворень (Киргизького уряду Алаш-Орди, Башкирського уряду, уряду автономного Туркестану, національного управління мусульман тюрко-татар внутрішньої Росії і Сибіру, Тимчасового Естонського уряду), кількох загальноукраїнських політичних партій утворили Тимчасовий Всеросійський уряд (так звану «Уфимську директорію»), яку очолив М. Д. Аксентьєв. Було встановлено, що Тимчасовий Всеросійський Уряд «аж до скликання Всеросійських Установчих Зборів є єдиним носієм верховної влади на всьому просторі держави Російської». Акт передбачав «передачу Тимчасовому Всеросійському уряду, як тільки воно того зажадає», «всіх функцій верховної влади, тимчасово відправляються, на увазі умови, що створилися, обласними урядами». Тим самим було скасовувався суверенітет регіональних утворень, на зміну якому вводилася «широка автономія областей», межі якої повністю залежали від «мудрості Тимчасового Всеросійського уряду».
Всеросійському уряду ставилося сприяти прискоренню скликання Установчих зборів і в подальшому безумовно підкоритися йому «як єдиної в країні верховної влади»
Основи національно-державного устрою Росії повинні були виходити з федеративних принципів: «улаштування звільняється Росії на засадах визнання за її окремими областями прав широкої автономії, обумовленої як географічним і економічним, так і етнічним ознаками, припускаючи остаточне встановлення державної організації на федеративних засадах повновладним Установчими Зборами…, визнання за національними меншинами, які не займають окремої території, прав на культурно-національне самовизначення»
Відносно армії в Акті говорилося про необхідність «відтворенні сильної, боєздатної, єдиної Російської армії, поставленої поза впливом політичних партій» і, одночасно, про «неприпустимість політичних організацій військовослужбовців і усунення армії від політики».

Невідкладними завданнями з відновлення національної єдності і незалежності Росії було названо:

1. Боротьбу за звільнення Росії від Радянської влади;
2. Возз'єднання відторгнутих, відпалих і розрізнених областей Росії;
3. Невизнання Брестського і всіх інших договорів міжнародного характеру, укладених як від імені Росії, так і окремих її частин після Лютневої революції, якої б то не було владою, крім Російського Тимчасового Уряду, і відновлення фактичної сили договірних відносин з державами згоди
4. Продовження війни проти німецької коаліції.

## Централізація управління
9 жовтня 1918 року Тимчасовий Всеросійський уряд переїхав з Уфи в Омськ, в зв'язку з наближенням до столиці червоних військ.
4 листопада Тимчасовий Всеросійський уряд звернувся до всіх обласних урядам з вимогою негайно розпустити «всі без винятку Обласні Уряду і Обласні Представницькі Установи» і передати всі повноваження з управління Всеросійському Уряду. У той же день на базі міністерств та центральних управлінь Тимчасового Сибірського уряду був сформований виконавчий орган Директорії — Всеросійський Рада міністрів на чолі з П. В. Вологодським. Подібна централізація державної влади була обумовлена потребою, в першу чергу, «відтворення бойової потужності батьківщини, яка так необхідна в годину боротьби за відродження Великої і Єдиної Росії», «створення умов, необхідних для постачання армії і організації тилу у всеросійському масштабі».
Завдяки цим діям вдалося домогтися скасування всіх наявних на сході Росії обласних, національних і козацьких урядів і тим самим формально консолідувати сили антибільшовицького опору.

## Переворот 18 листопада
18 листопада 1918 року члени Директорії, що знаходилися у Омську були арештовані, Рада міністрів оголосив про прийняття на себе всієї повноти верховної влади і потім ухвалив передати її одній особі, привласнивши йому титул верховного правителя. Таємним голосуванням членів Ради міністрів на цей пост був обраний адмірал О. В. Колчак. Адмірал прийняв пропозицію і оголосив про прийняття на себе звання Верховного головнокомандувача. Було утворено новий уряд, яке увійшло в історію як Омський, або уряд Колчака, яке проіснувало до 4 січня 1920 року.
Верховним правителем адмірала Колчака визнали всі головнокомандувачі білих армій як на півдні і заході Росії, так і в Сибіру і на Далекому Сході; на рубежі травня-червня 1919 року генерали А. І. Денікін , Е. К. Міллер , Н. Н. Юденич добровільно підкорилися О. В. Колчаку і офіційно визнали його Верховне головнокомандування над усіма арміями на території Росії. Верховний головнокомандувач при цьому підтвердив повноваження головкомом. Наказом верховного правителя Міллер і Юденич отримали статус генерал-губернаторів.
На становищі фронтів цієї єдиної армії з цього моменту діяли ЗСПР, Північно-Західна армія, Північна армія і Східний фронт.
Найменування «Російська армія» було затверджено як об'єднання всіх білих фронтів, статус командувачів фронтами формально від Верховного головнокомандувача отримали командувачі Північної і Північно-Західної арміями генерали Юденич і Міллер.
В цілому О. В. Колчак продовжив економічний і політичний курс Тимчасового Сибірського уряду, колишній глава — близький до кадетів П. В. Вологодський, що став для верховного правителя символом легітимності його правління, — був залишений головою Ради міністрів. У перших же заявах після «перевороту 18 листопада» і російський уряд, і сам верховний правитель, і визнали його владу білі правителі і уряди інших російських регіонів підтверджували необхідність скликання Національного установчих зборів, яке повинно було стати дійсно об'єднуючим центром, без будь-якої участі «революційних радикалів». Для цього був вироблений новий виборчий закон.

## Державна символіка та атрибутика

### Гімн
19 листопада 1918 року Рада міністрів прийняв постанову за пропозицією міністра закордонних справ Ю. В. Ключникова вважати національним гімном Росії найстаріший духовний гімн Російської імперії «Коль славен наш Господь в Сионе» (слова М. М. Хераскова, музика Д. С. Бортнянського). Правила виконання гімну повторювали порядок виконання гімну «Боже, Царя храни!».

### Герб

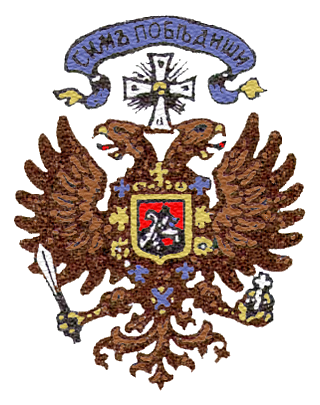
Один з проєктів державного герба (художник Г. О. Ільїн). 1918

У січні — квітні 1919 р в Омську з ініціативи Товариства художників і любителів витончених мистецтв Степового краю пройшли конкурси на створення нового тексту державного гімну і нового державного герба. Було оголошено, що, за умовами конкурсу, державний герб, «зберігаючи зображення двоголового орла, повинен бути скомпанован в більш художніх формах, в основах давньоруського стилю, і повинен відповідати сучасному розумінню декоративності», а «замість знятих емблем царської епохи (корони, скіпетра і держави) герб повинен бути прикрашений емблемами, характерними для нової відроджується державності».
В ході конкурсу було запропоновано 210 варіантів тексту гімну і 97 проєктів державного герба. Найбільш вірогідним претендентом на перемогу вважався проєкт, створений художником з Казані Г. О. Ільїним, — двоголовий орел, над яким височів хрест з девізом «In hoc signo vinces». З крил орла були зняті обласні герби Російської імперії, але був залишений московський герб з Георгієм Переможцем, також зникли корони, але залишилася держава, а скіпетр замінив меч. Хоча жоден з представлених проєктів герба не було остаточно затверджено журі, проєкт Г. О. Ільїна часто зустрічався на канцелярських печатках, на сторінках сибірської преси та використовувався на грошових знаках.
9 травня 1919 року постановою Ради міністрів Російського уряду була затверджена символіка Верховного правителя — прапор і брейд-вимпел з двоголовим орлом, але без знаків «царської» влади.

### Державні нагороди
Одночасно з конкурсами на нові гімн і герб був проведений конкурс на нові державні — «Відродження Росії» і «Визволення Сибіру». Представлені проєкти ордена «Відродження Росії» не отримали схвалення журі. Був затверджений лише проєкт ордена «Визволення Сибіру», автором якого був все той же Г. О. Ільїн.
Головною причиною відсутності результатів конкурсів вважалася «ідеологічна несвоєчасність» подібних заходів. Як згадував член журі письменник Сергій Ауслендер, головним змістом переважної більшості проєктів була ідея «Русь в поході», що, звичайно ж, не відповідало поставленій задачі — створити державну символіку оновленого Російської держави. У журі також висловлювалися сумніви з приводу відсутності монархічної символіки в представлених проєктах, що йшло врозріз з принципом «непередрішення», що декларувалася білою владою.

## Державно-політичний устрій
Держава складалася з 3 розрізнених частин, тільки Омський і Архангельське уряду на деякий час змогли з'єднати свої території.
Закони, які приймалися в Омську, ставали обов'язковими на всіх територіях Російської Держави.
Омський уряд надавав фінансову допомогу Півдню. Північне уряд Міллера — для вирішення питання з нестачею хліба — справляло закупівлі в Сибіру.
Структура органів державного управління складалася з тимчасових органів державної влади. Ці органи влади обмежувалися терміном дії на період воєнного часу і відновлення в країні повного порядку.

### Органи державного устрію
Верховний правитель — одноосібний глава держави, що володіє всією повнотою верховної законодавчої, виконавчої та судової влади. За посадою був Верховним головнокомандувачем усіма сухопутними і морськими збройними силами Росії. Єдиною людиною, який займав цей пост, був адмірал О. В. Колчак. 4 січня 1920 року він підписав свій останній указ, в якому оголосив про намір передати повноваження «Верховної Всеросійської Влада» А. І. Денікіну. Надалі до отримання вказівок від А. І. Денікіна «Вся повнота військової і цивільної влади на всій території Російської Східної Околиці» надавалася генерал-лейтенанту Г. М. Семенову. А. І. Денікін офіційно в цю посаду не вступив, хоча фактично її виконував.
Рада міністрів — вищий законодавчий і виконавчий орган влади Російської держави, гарант верховної влади глави держави.
Склад:
- Голова Ради міністрів
- Міністр внутрішніх справ
- Військовий міністр
- Міністр закордонних справ
- Міністр колонізації і землеробства
- Морський міністр
- Міністр народної освіти
- Міністр продовольства і постачання
- Міністр шляхів сполучення
- Міністр торгівлі та промисловості
- Міністр праці
- Міністр фінансів
- Мністр юстиції
- Державний контролер Верховного правителя
- Керуючий справами Верховного правителя і Ради міністрів.

Рада Верховного Правителя — дорадчий та консультативний орган з найважливіших державних питань при Верховному правителя Государства Российского.
Склад:
- Верховний Правитель — очолює за посадою
- Голова Ради міністрів — за посадою
- Міністр фінансів — за посадою
- Міністр внутрішніх справ — за посадою
- Міністр закордонних справ — за посадою
- Керуючий справами Верховного правителя і Ради міністрів
- Радник Верховного правителя — будь-яка особа, призначена на розсуд Верховного правителя.

Надзвичайна державна економічна нарада — консультативний орган з економічних питань при Раді міністрів. Виконувало функції «промислово-кооперативного» представництва. Існувало в первинному складі до 2 травня 1919 року.
Склад:
- Голова Надзвичайного державного економічного наради —Федосов С. Г.
- Міністр фінансів
- Військовий міністр
- Міністр продовольства і постачання
- Міністр торгівлі та промисловості
- Міністр шляхів сполучення
- Державний контролер Верховного правителя
- 3 представника правлінь приватних і кооперативних банків
- 5 представників Всеросійського Ради З'їздів торгівлі і промисловості
- 3 представника Ради кооперативних з'їздів.

Державна економічна нарада — особливий консультативний орган з найважливіших економічних питань при Раді міністрів, створений 2 травня 1919 роки шляхом перетворення Надзвичайного державного економічного наради. Розробляв проєкти удосконалення економічної політики, які називали себе згодом Верховному правителю для ознайомлення, схвалення і затвердження.
Склад:
- Голова Державної економічної Наради — Гінс Г. К.
- міністри
- представники правлінь приватних і кооперативних банків
- представники Всеросійського Ради З'їздів торгівлі і промисловості
- представники земських зборів і міських дум
- представники козачих військ.

Комітет Ради міністрів щодо дотримання законності та порядку в управлінні — контрольний і дорадчий орган Ради міністрів, який виконував контрольні функції в управлінській сфері щодо дотримання законодавства та норм порядку.
Канцелярія Верховного Правителя — державний орган, який виконував функції з метою забезпечення діяльності Верховного правителя як глави держави по здійсненню їм верховної державної влади.
- Директор Канцелярії Верховного правителя — генерал-майор Мартинов.

## Економіка і фінанси
В руках Колчака виявився золотий запас Росії у вигляді золотих монет та злитків, а також ювелірних виробів, платини, срібла і цінних паперів, захоплений Народною армією Комуча в Казані в серпні 1918 року і пізніше перевезений до Омська. Золотий запас оцінювався в 650 мільйонів рублів золотом за довоєнним курсом. Урядом Колчака було витрачено в рахунок сплати царських боргів і за поставки союзників 240 мільйонів золотих рублів. Обійтися без цих поставок було неможливо, оскільки в обстановці господарської розрухи в роки Громадянської війни промислові підприємства знизили вироблення в кілька разів.

## Зовнішня політика
У зовнішній політиці Колчак неухильно дотримувався орієнтації на колишніх союзників Росії в Першій світовій війні. Як Верховного правителя і правонаступника дореволюційних урядів Росії (царського і Тимчасового) в декларації від 21 листопада 1918 року визнав їх зовнішні борги та інші договірні зобов'язання (до кінця 1917 року зовнішній борг Росії перевищував 12 мільярдів рублів).
Головним представником білих урядів за кордоном був колишній царський міністр закордонних справ, досвідчений дипломат С. Д. Сазонов, який перебував в Парижі. Йому підпорядковувалися всі російські посольства за кордоном, що залишилися з дожовтневого періоду, зберігши свій апарат, майно і функції.
Російська держава була де-юре визнана на міжнародному рівні лише одною державою — Королівством сербів, хорватів і словенців. В кінці червня 1919 р Омськ прибув повірений у справах югославського МЗС Й. Миланкович. Посланником в Белграді був затверджений В. М. Штрандман.
Де-факто Держава Російська була визнана країнами Антанти (союзниками Росії по Першій світовій війні) і країнами, що виникли після краху європейських імперій — Чехословаччиною, Фінляндією, Польщею, відновленими країнами Балтії.
У декларації уряду Колчака від 7 грудня 1918 року за приводу закінчення світової війни висловлювалось сподівання на участь Росії в Версальської мирної конференції. Уряд Колчака створило при своєму МЗС спеціальну комісію з підготовки до мирної конференції в надії на те, що Росія буде представлена в Версалі як велика країна, що зазнали величезних втрат і протягом трьох років тримала другий фронт, без якого неможлива була б кінцева перемога союзників. У цьому запевняв Росію, зокрема, керівник французької військової місії генерал М. Жанен, виступаючи після прибуття до Владивостока в листопаді 1918 року. Передбачалося, що якщо до скликання конференції не буде юридично визнаного союзниками уряду нової Росії, то її інтереси буде представляти будь-хто з дипломатів старої Росії за узгодженням з урядами білих. Однак незабаром позиція союзників в цьому питанні змінилася. Вирішальним аргументом стала відсутність юридично визнаного уряду всієї Росії.
В результаті конференція винесла рішення: відкласти розгляд питання про Росію, її міжнародний статус і кордони до закінчення в ній Громадянської війни, коли на всій її внутрішній території буде встановлено єдину державу, після чого скликати спеціальну міжнародну конференцію по всім пов'язаним з нею питань.
У січні 1919 року президент США В. Вільсон і британський прем'єр-міністр Д. Ллойд-Джордж виступили з ініціативою скликання на Принцевих островах (в Мармуровому морі, поблизу Стамбула) спеціальної міжнародної конференції по російському питанню, на яку запросили представників обох протиборчих сторін — і більшовиків, і білих. Радянський уряд відгукнулося на цю пропозицію. Серед білих, однак, пропозицію союзників про переговори з більшовиками викликало хвилю обурення. І Колчак, і Денікін відмовилися послати своїх представників на Прінцеви острова.

## Збройні сили
- Російська армія
- Оренбурзька окрема армія
- Чехословацький корпус

### Вересень— грудень 1918
28 вересня 1918 року член Директорії Генштабу генерал-лейтенант В. Г. Болдирєв був призначений Верховним головнокомандувачем усіма сухопутними і морськими збройними силами Росії і взяв на себе командування об'єднаними російськими збройними формуваннями Сходу Росії (Сибірська армія, оренбурзькі і уральські козачі частини, залишки Народної армії КОМУЧа і Чехословацький корпус).
На перших порах об'єднання Сибірської і Народної армій не привело до успіху: нове командування не змогло правильно використовувати наявні можливості, а частини Народної армії, надані самі собі, продовжували відступ, що почалося ще в вересні. 3 жовтня 1918 була залишена Сизрань, 8 жовтня — Самара.
На початку жовтня генерал Болдирєв здійснив реорганізацію командування збройними силами Сходу Росії, розподіливши всі підлеглі йому війська на три фронти: Західний, Південно-Західний і Сибірський. До складу Західного фронту увійшли всі російські і чехословацькі війська, що діяли проти радянських військ Східного фронту на північ від лінії Миколаєвськ — Бузулук — Стерлітамак — Верхнеуральськ — Кустанай — Павлодар. Головнокомандувачем Західним фронтом був призначений командир Чехословацького корпусу генерал-майор Я. Сирів, начальником штабу фронту — генерал М. К. Дітеріхс. Під фронт входили росіяни, башкирські і чехословацькі військові з'єднання на Уралі і в Поволжі: дві дивізії Чехословацького корпусу і Екатеринбургская група (командувач — Р. Гайда), Камська група (командувач — генерал-лейтенант С. М. Люпов), Самарська група (всі групи — з правами армій), (командувач — полковник (згодом генерал-майор) С. Н. Войцеховський); Камська бойова річкова флотилія (командувач — контр-адмірал М. І. Смирнов). Уральські і оренбурзькі козачі війська, а також регулярні частини, що діяли на південь від зазначеної лінії на Саратовському і Ташкентському напрямках, утворили Південно-Західний фронт на чолі з отаманом Оренбурзького козачого війська генерал-лейтенантом О. І. Дутовим. Все антибільшовицькі війська, що діяли на території Сибіру, увійшли до складу Сибірського фронту, головнокомандуючим якого був призначений командувач Сибірської армією генерал-майор П. П. Іванов-Рінов.
З огляду на перетворення військового міністерства Тимчасового Сибірського уряду в військове та морське міністерство Тимчасового Всеросійського уряду, 2 листопада 1918 року П. П. Іванов-Рінов був звільнений з посади його керівника, але зберіг пост командувача Сибірської армією.
Реорганізацію управління антибольшевистскими збройними силами Сходу Росії завершив адмірал О. В. Колчак, який оголосив себе Верховним головнокомандувачем. 18 грудня 1918 року наказав скасувати корпусні райони Сибірської армії і утворити замість них військові округи:
- Західно-Сибірський зі штабом в Омську (Тобольська, Томська і Алтайська губернії, Стамбул і Семипалатинська області),
- Середньо-Сибірський зі штабом в Іркутську (Енисейская і Іркутська губернії, Якутська область);
- Далекосхідний зі штабом в Хабаровську (Амурська, Приморська і Забайкальская області, північна частина острова Сахалін)[2].

Цим же наказом Колчак затвердив утворений за постановою військового кола Оренбурзького козачого війська Оренбурзький військовий округ зі штабом в Оренбурзі (Оренбурзька губернія без Челябінського повіту і Тургайская область).
Восени — взимку 1918 р положення на фронті сприяло планам Колчака по об'єднанню різнорідних антибільшовицьких сил. 29 листопада Екатеринбургская група Сибірської армії, перейшовши в рішучий наступ, повністю розгромила протистояла їй 3-ю армію РККА, взяла Кунгур (21 грудня) і Перм (24 грудня), де захопила величезні трофеї.
Після установи в грудні 1918 р Ставки Верховного Головнокомандувача адмірала Колчака Сибірська армія була розформована.
24 грудня через Екатеринбургской групи військ (в складі 1-го Середньо-Сибірського корпусу, 3-го Степового Сибірського корпусу, воткинск дивізії і Червоноуфімська бригади) була утворена нова Сибірська армія, тимчасове командування якої було доручено генералу Р. Гайді. Для формування штабу армії було запропоновано використовувати штаб колишньої Сибірської армії, якому в найкоротший термін слід перебазуватися з Омська в Єкатеринбург. Врід начальника штабу Сибірської армії був призначений начальник штабу Екатеринбургской групи генерал Б. П. Богословський.
З частин Самарської і Камською групи військ, 3-го і 6-го Уральських корпусів була сформована Західна армія на чолі з командиром 3-го Уральського корпусу генералом М. В. Ханжін ; врід начальника штабу армії був призначений начальник штабу Самарської групи генерал С. А. Щепіхін. На базі військ Південно-Західного фронту була утворена Оренбурзька окрема армія під командуванням генерала А. І. Дутова. Війська Сибірського фронту були переформовані у 2-й Степовий Сибірський окремий корпус генерала В. В. Бржезовская, що діяв на Семіречинські напрямку.

### 1919
У січні — лютому 1919 р реорганізована Сибірська армія відбила контрнаступ радянських військ на Перм.
На початку березня Сибірська і Західна армії перейшли в наступ.
Сибірська армія, наступаючи на Вятку і Казань, в квітні взяла Сарапул, Воткинськ і Іжевськ і вийшла на підступи до Казані. Західна армія зайняла Уфу (14 березня), Белебей, Бирск, Бугульми (10 квітня), Бугуруслан і наблизилася до Самарі. Що знаходиться у неї в оперативному підпорядкуванні Південна армійська група в складі 4-го армійського корпусу та Зведеного Стерлитамакского корпусу, що наступала на Актюбінськ-Оренбург, вийшла в кінці квітня до передмість Оренбурга і спільно з оренбурзькими козаками обложила місто.
В результаті генерального наступу був зайнятий весь Урал, і війська Колчака впритул наблизилися до Волзі.
Саме в цей момент, однак, став очевидним стратегічний прорахунок білого командування: наступ, яке розвивалося по концентрично розбіжних напрямках, було зупинено військами Східного фронту РККА, а 28 квітня Південна група Східного фронту РККА перейшла в контрнаступ проти Західної армії і, завдавши їй поразки під Бугуруслане і Белебея, відкинула її за річку Білу. В кінці травня війська Західної армії були зведені в волзьких, Уральську і Уфимську групи. У битві за Уфу (25 травня-19 червня) Західна армія знову зазнала поразки і відійшла до Челябінська.
Сибірська армія змушена була припинити свій наступ і почати відхід через загрозу її лівому флангу. У червні через тривале відступу Західної армії частини Сибірської армії були змушені почати поспішний відхід по всьому фронту і в липні відійшли в Зауралля. Єкатеринбург і Челябінськ були залишені.
22 липня 1919 р. Сибірська армія була розділена на 1-ю (на Тюменському напрямку) і 2-ю (на Курганському напрямку) Сибірські армії, які разом з 3-й армією (колишня Західна армія) склали Східний фронт під командуванням генерала М. К. Дітеріхса.
1-а і 2-я Сибірські армії успішно брали участь в Тобольської наступальної операції (серпень — жовтень 1919 г.), але після краху Східного фронту, що стався в жовтні-листопаді 1919, їх залишки відійшли в Забайкаллі, де продовжили боротьбу проти більшовиків до листопада 1920 р.

### Відносини з союзниками
На перших порах уряду Англії і Франції вважали, що вся боротьба з більшовиками в Росії повинна вестися під західним керівництвом. Моріс Жанен, керівник союзної місії, який прибув в Омськ через Владивосток в кінці 1918 року, пред'явив мандат, підписаний Ж. Клемансо і Д. Ллойд-Джорджем, згідно з яким він уповноважений на верховне командування усіма військами в Сибіру — як союзними, так і російськими. Колчак категорично відкинув цей мандат, заявивши, що скоріше відмовиться взагалі від іноземної допомоги, ніж погодиться на такі умови. Після переговорів союзні уряду пішли на поступки, і було досягнуто компромісу: адмірал Колчак залишився Верховним головнокомандувачем російськими військами, а М. Жанен наказом Колчака від 19 січня 1919 року призначався головнокомандуючим союзними військами, тобто чехами, а також прибули пізніше невеликими загонами сербів, італійців, румунів і поляків. Жанен, однак, так і не пробачив Колчаку свого пониження в статусі. Англійську військову місію при Колчака очолював генерал Альфред Нокс, який відповідав за постачання колчаківської армії. Він, на відміну від Жанена, до Колчаку ставився лояльно і демонстрував дружнє ставлення.
Підрозділи союзних військ розміщувалися в глибокому тилу. На фронті недовгий час перебували лише невеличкий французький загін і англійська бригада, в якій рядовий склад був набраний в основному з російських. Дислокувалися на Далекому Сході японські і американські війська не підпорядковувалися Жанен. Японці тримали на території від Тихого океану до Забайкалля 40 тисячний корпус (спочатку навіть до 70 тис. Військовослужбовців), американці — всього лише 7-тисячну бригаду.
Основна допомога англійських і французьких союзників звелася до постачання армій Колчака і Денікіна зброєю і обмундируванням. Чехословацький корпус, незважаючи на зусилля союзних представників, повернути на фронт так і не вдалося. Після поразки Німеччини і Австро-Угорщини у війні вони прагнули повернутися додому, не бажаючи воювати в чужій країні за незрозумілі їм мети, особливо після колчаківського перевороту в Омську, який чехи категорично не підтримали. При всій показної «дружності», відносини між росіянами та чехами ставали все більш напруженими. Єдине, на що чехи погодилися під тиском представників Антанти, — нести в тилу охорону Транссибірської магістралі від Новомиколаївська до Іркутська.
Що стосується США і Японії, то вони обмежувалися в основному підтриманням політичних відносин з Колчаком і роллю «дружніх» спостерігачів на Далекому Сході, вичікуючи розвиток ситуації, переслідуючи свої економічні інтереси і змагаючись між собою за переважний вплив у цьому регіоні. При цьому американське командування не було налаштоване на активне втручання в російські справи і навіть по суті вороже сприймало режим Колчака через його «недемократичності» і білого терору. Японці ж не тільки втручалися, а й активно прагнули підпорядкувати своєму впливу Далекий Схід. На Далекому Сході, в силу його віддаленості, нечисленності російських військ і присутності іноземних військ, влада уряду Колчака була майже номінальною.

## Міжнародно-правове визнання
Російська держава була визнана Королівством Сербів, Хорватів і Словенців (майбутньої Югославією). 19 травня 1919 року прем'єр-міністр Королівства Стоян Протич офіційною нотою повідомив Омський уряд про те, що Королівство визнає його в якості законної російської влади. Омський уряд також визнав Королівство. В Омськ був призначений в ранзі повіреного в справах від Королівства Йован Д. Миланкович, а інтереси Омського уряду в Белграді представляв з 1919 року Василь Штрандтман.